# Andrés Oroz
Andrés Oroz, de son nom complet Andrés Patricio Oroz, est un footballeur chilien né le 2 août 1980 à Santiago. 
Il évolue au poste de milieu de terrain durant sa carrière.

## Biographie
Andrés Oroz évolue dans le Championnat du Chili au sein de nombreux clubs parmi lesquels le Santiago Morning, l'Universidad de Concepción, l'Universidad de Chile, l'Unión Española, le CD Antofagasta, les Rangers, le CD Palestino, le Deportivo Ñublense et le CD Cobreloa.
Avec l'équipe de l'Universidad de Chile, il participe à la Copa Libertadores en 2005. Il ne joue qu'une seule rencontre lors de cette compétition, face au club argentin du Quilmes AC.

## Palmarès

### En sélection
Chili
- Jeux olympiques :
  -  Médaille de bronze : 2000.